# Djerbahood

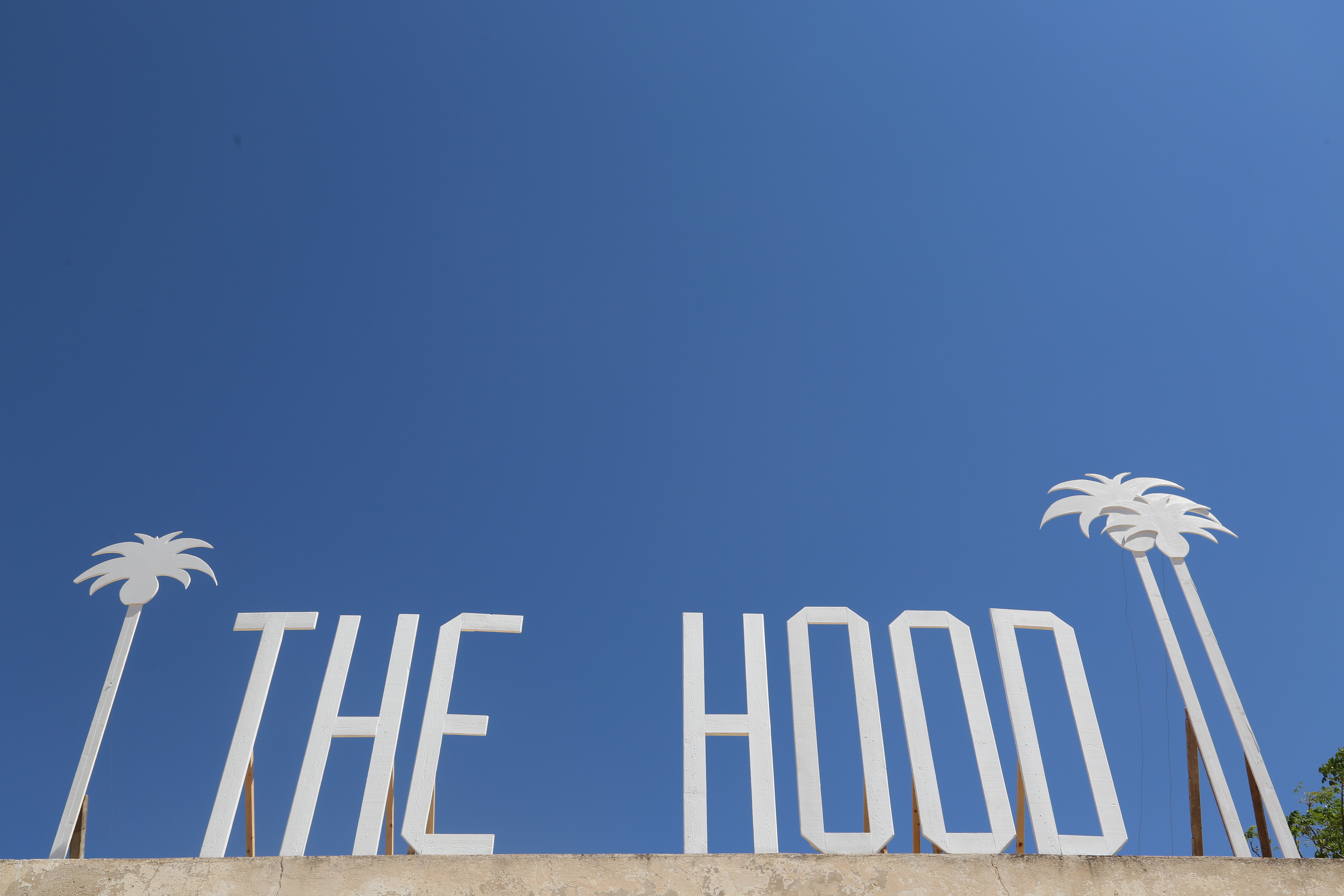
Djerbahood

Djerbahood är en omfattande samling gatukonst i byn Erriadh på ön Djerba i Tunisien. 2014 deltog 150 konstnärer från 30 länder i skapandet av omkring 300 väggmålningar i olika stilar. 

## Medverkande konstnärer (urval)
Abbès Boukhobza, Adellatif Moustad, Add Fuel, Alexis Diaz, Amose, Arraiano, Axel Void, Aya Tarek, AZ, Bomk, Brusk, B-Toy, C215, Cekis, Curiot, Dabro, Dan23, David de la Mano, Deyaa, Dome, Elliot Tupac, eL Seed, Elphege, Claudio Ethos, EVOCA1, FAITH47, Fintan Magee, Hendrik Beikirch (ecb), Herbert Baglione, Hyuro, Inkman, INTI, Jace, Jasm1, Jaz, Kan, Katre, Know Hope, Kool Koor, Laguna, Liliwenn, Logan Hicks, M-City, Maatoug, Malakkai, Mário Belém, Mazen, Mohamed V, Monica Candilao, Mosko, Myneandyours, Nadhem & Rim, Najah Zarbout, Nebay, Nespoon, Nilko White, Nina, Orticanoodles, Pantónio, Phlegm, Pum Pum, REA, ROA, Rodolphe Cintorino, Salma, Saner, Sean Hart, Sebastián Velasco, Seth, Shoof, ST4CREW, Stephan Doitschinoff, Stew, Stinkfish, Sunra, Swoon, Tahar Mgadmini, Tinho, Twoone, UNO370, Vajo, WAIS1, Wisetwo, Wisign, Wissem, Yazan Halwani, Sepha, Sied Lasram, 3ZS. 

## Bilder

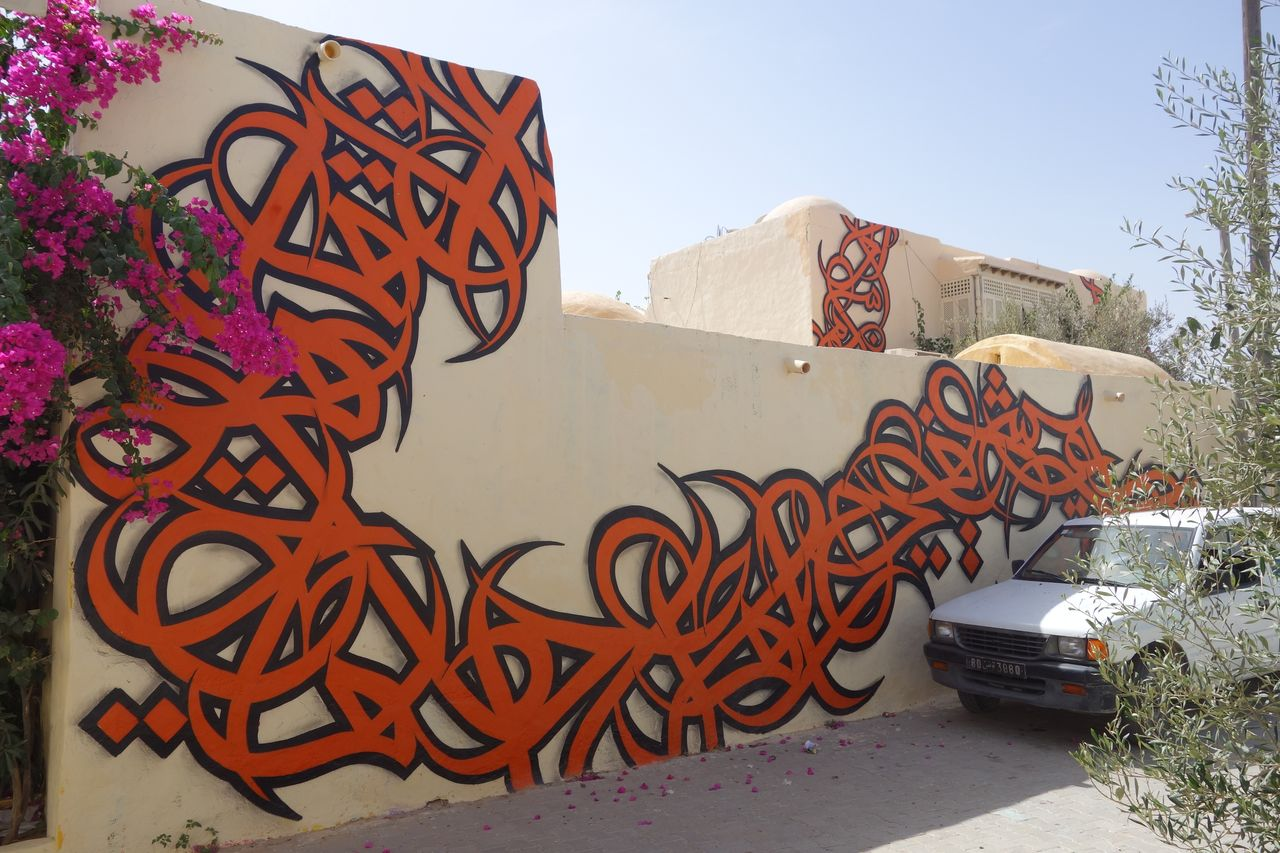
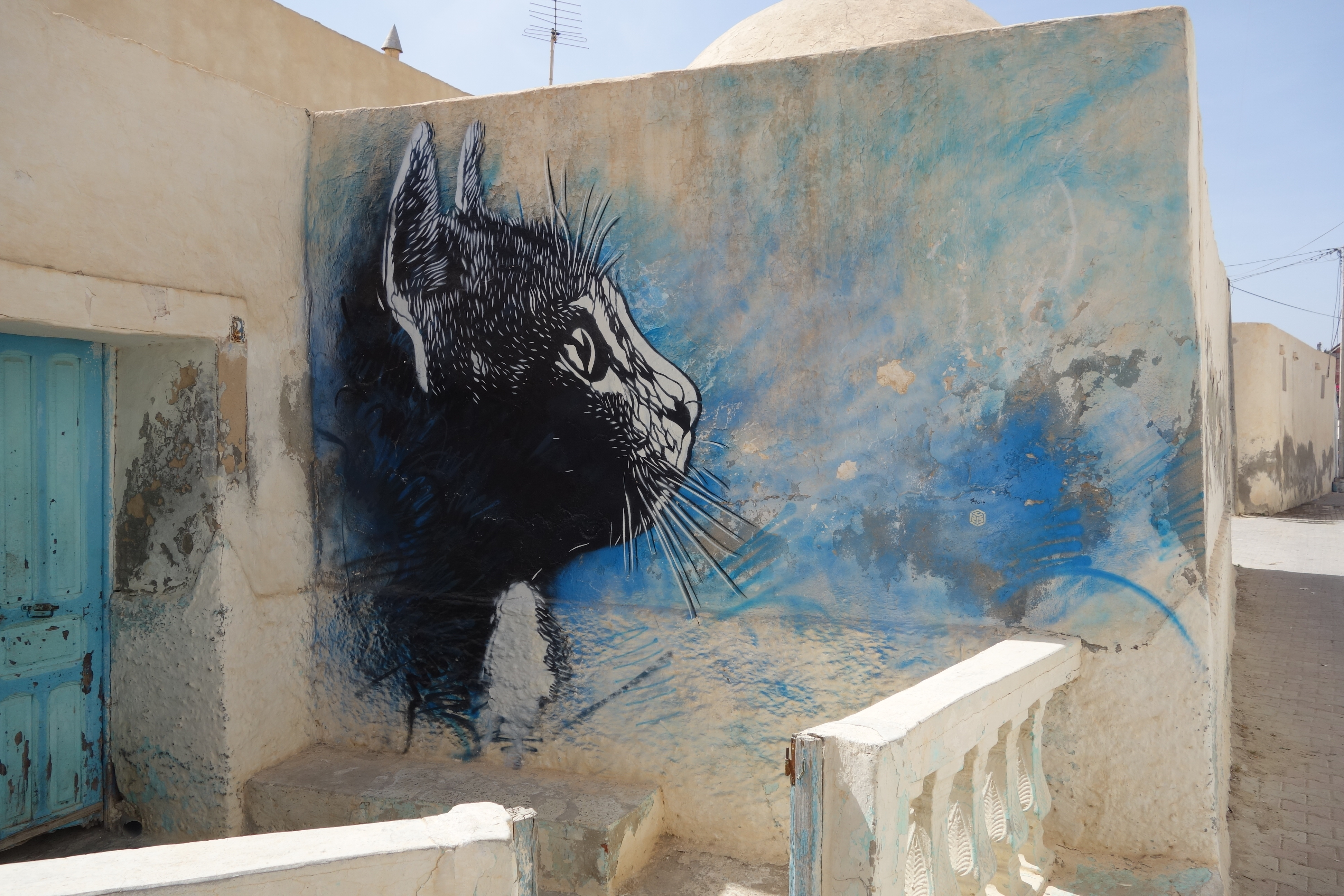
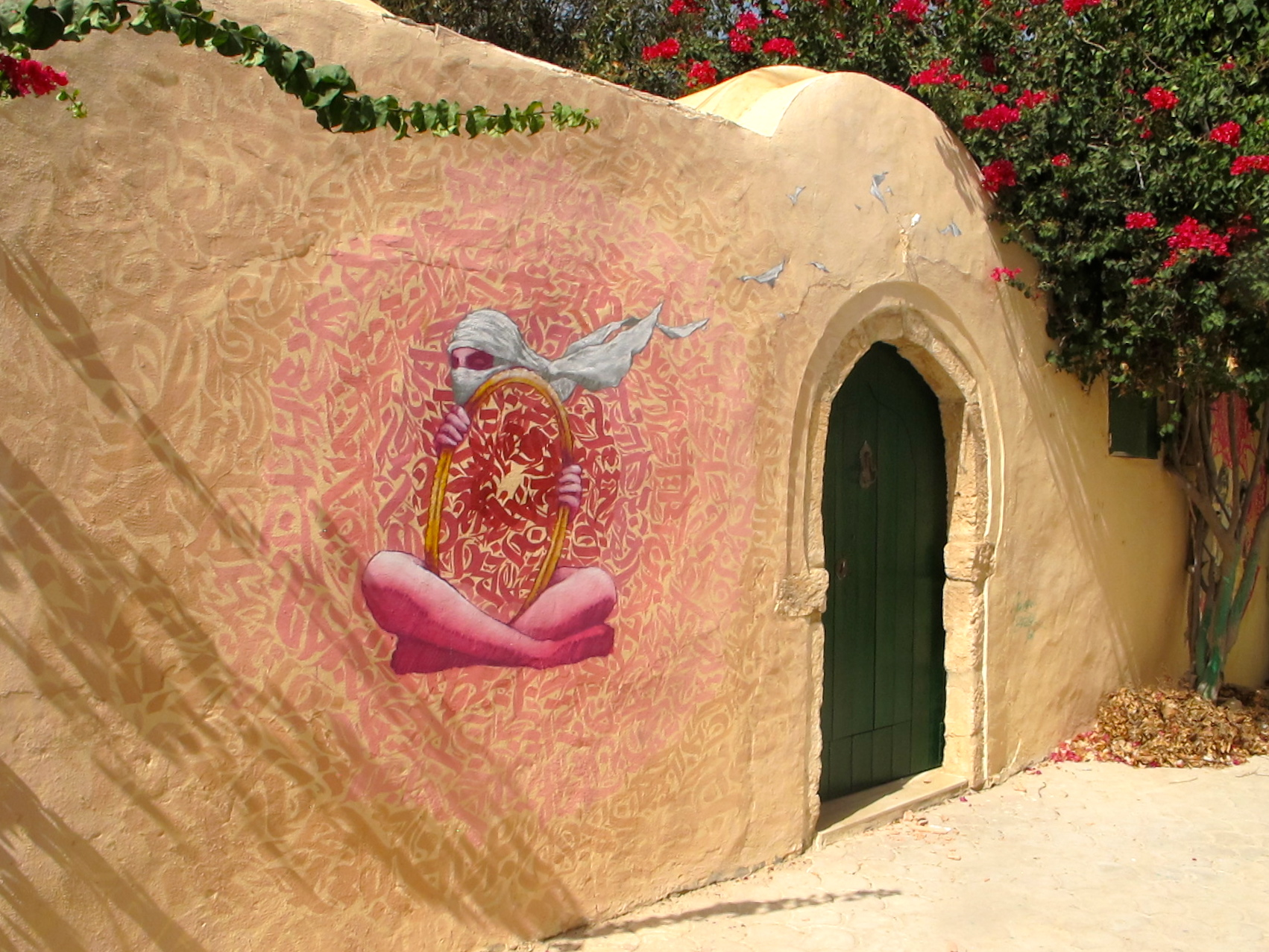
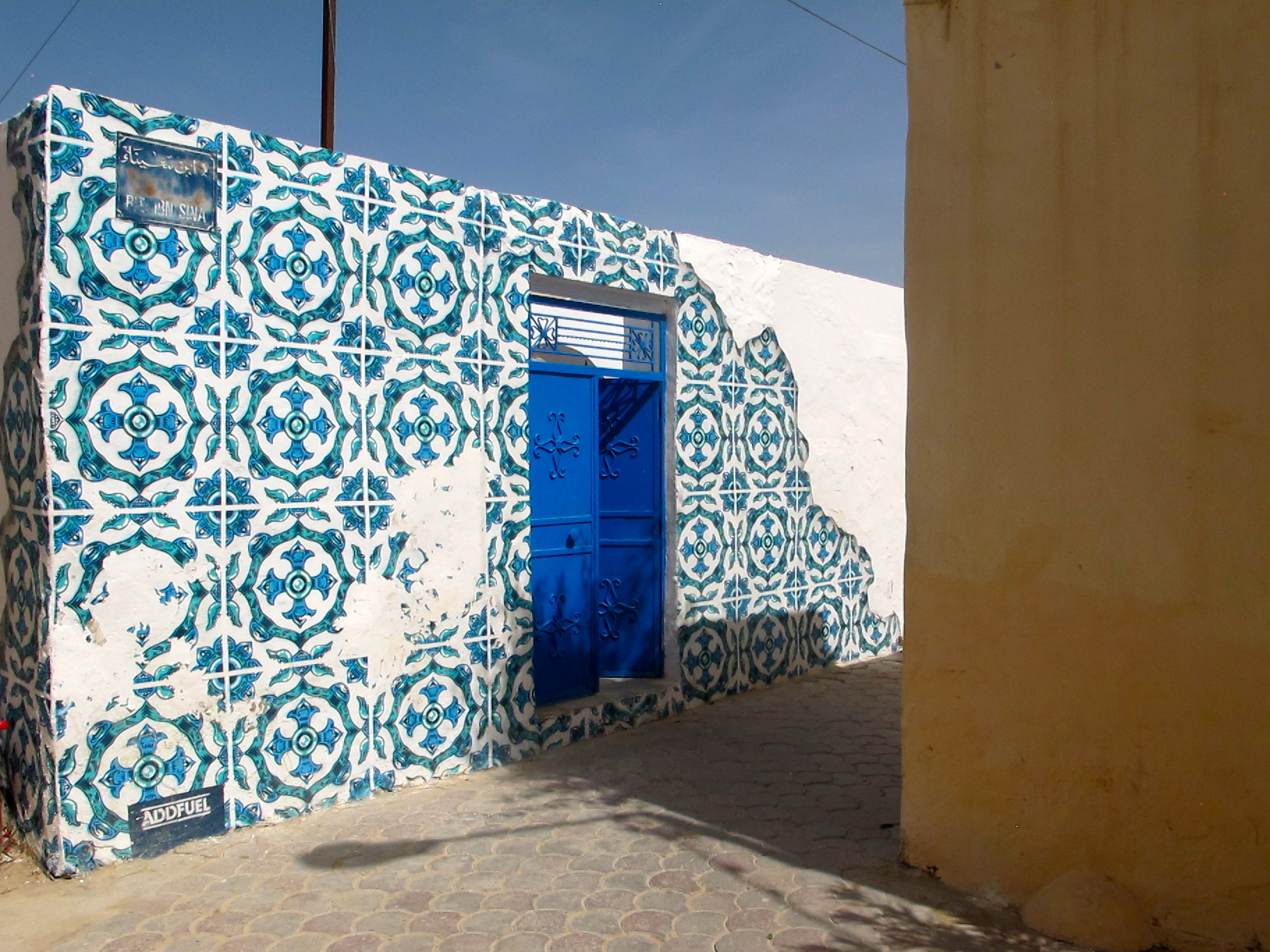